# Poltava (dikt)
Poltava (Полтава) är en berättande dikt författad av Aleksandr Pusjkin mellan 1828 och 1829 om kosackhetmanen Ivan Mazepas roll i slaget vid Poltava 1709 mellan Sverige och Ryssland. Dikten varvar en kärleksberättelse mellan Mazepa och Maria med en redogörelse för Mazepas svek mot Peter den store och Peters seger i slaget. Även om den oftast ses som ett av hans mindre verk och har kritiserats för att vara oblygt imperialistisk, så har ett antal kritiker lovordat dikten för hur djupt den går in i karaktären och dess förmåga att syntetisera disparata genrer. Dikten inspirerade till Tjajkovskijs opera Mazeppa från 1884.

## Diktens disposition
Dikten inleds med en inskrift från Byrons dikt Mazeppa från 1819, där hetmanen skildras som en romantisk hjälte, som i exil tvingats fly från Polen på grund av en kärleksaffär med en gift adelskvinna. Pusjkin följer denna inskrift med en passionerad dedikation för en anonym älskare. Den första upplagan innehöll ett förord [предисловие] där Pusjkin invänder mot den heroiska presentationen av Ivan Mazepa i verk av andra författare och hans intention är att rätta dem genom att skildra honom som han egentligen var.
Själva dikten är indelad i tre delar – eller "låtar" [песни] – av ungefär lika längd. Den första delen utspelar sig till en början på adelsmannen Vasily Kochubeis gods, där hans dotter Marias skönhet beskrivs. Maria har förälskat sig i hetmanen Mazepa, som är hennes gudfar och mycket äldre än vad hon är: därför är de väldigt tystlåtna med sin kärlek. Emellertid blir de snabbt påkomna och tvingas rymma, vilket får familjen att känna skam och föräldrarna att bli rädda.
Dikten skiftar då handling och beskriver den politiska situationen i Lillryssland: det finns ett stort stöd för en separation med Ryssland; Mazepa stöder rebellerna. Kochubei lovar att hämnas på Mazepa för att ha brutit förtroendebandet mellan dem och rymt med Maria. Han har fortfarande varit lojal mot tsaren och skickar en budbärare till tsaren för att fördöma hetmanen.
Det mesta av den andra delen är skriven som en dramatisk dialog i stil med ett läsdrama. Mazepa är fokuserad på sina planer att göra uppror mot tsaren, och Maria är oroad över att han inte längre älskar henne. Han frågar henne om hon kan lova att hon i nöd och lust skulle välja honom framför sin far, men avstår från att berätta för henne om sitt svek mot tsaren.
Samtidigt har Kochubei tillfångatagits av rebellstyrkor och torteras och förhörs av Orlik. Rebellerna kräver att få veta var han har gömt sina pengar, men han vägrar att svara. Marias mor söker och finner Maria och hjälper henne för att skydda henne från hennes far; men de kommer för sent: Kochubei har redan avrättats. Mazepa plågas när han upptäcker att Maria försvunnit och beger sig ut för att leta efter henne.
Del 3 återgår till att tala i tredje person utifrån ett enskilt perspektiv. Mazepa låtsas som att hans fysiska hälsa håller på att försämras, för att minska tsarens vaksamhet, medan kung Karl XII förbereder sig för att slåss mot Peter I. Peter I och hans kavalleri anländer och besegrar den svenska armén och de ukrainska rebellerna. Mazepa strider inte särskilt mycket och flyr sedan slagfältet så fort han kan. Han upptäcker att han inte längre kan sova och träffar Maria igen. Denna gång klargörs det att hon mist sinnet (hon kunde inte acceptera faderns avrättning). I ett minnesvärt ordbyte känner Maria inte längre igen honom, för hon ser honom som det han egentligen är: en löjlig och hemsk gammal man.
Dikten avslutas med en reflektion av berättaren hundra år senare, hävdande att samtidigt som Mazepa nu har glömts bort, så har Peter I, krigets hjälte, upprättat ett enormt monument åt sig själv. Berättaren berättar för oss att han inte känner till Marias öde.

## Historiska källor och inspiration
Ivan Mazepa, Vasily Kochubei, och Kochubeis dotter Maria (Matryona) är historiska figurer. Enligt historiker är det sant att Mazepa var romantiskt intresserad av Maria och hon åkte till honom för att bo i hans hem, men huruvida de verkligen hade en relation är oklart. I verkligen rymde inte Mazepa och Maria: Kochubei förde bort henne från Mazepas hem och skickade iväg henne till ett kloster.
Det är sant att Kochubei fördömde Mazepa till Peter 1706 för att ha konspirerat mot honom tillsammans med Karl den tolfte, men det oklart huruvida Kochubei hade bevis på denna påstådda konspiration. Trots det skrev Karl och Mazepa år 1708 under ett hemligt avtal, och de slogs mot Peter I i slaget vid Poltava.
Samtidigt som Pusjkins förord tydliggör att han har läst ett antal sympatiska behandlingar av Ivan Mazepa försökte han nu att svara på dessa. Han svarade på såväl Byrons Mazeppa och till dikten Voinarovskii av den ryske dekabristpoeten Konstantin Ryleev som lovordade Mazepa.

## Analys
Denna dikt har fått mycket mindre uppmärksamhet än Pusjkins övriga berättande dikter, och boken har fått blandade reaktioner. A.D.P. Briggs ser Pusjkins fusionsgenrer och alster som ett misslyckande, hävdande att den är alltför lång – och på nästan 1 500 rader är det en av Pusjkins längsta berättande noveller – och han anmärker även mot bristen på variation i rimmet. Babinski kritiserar även det faktum att de disparata elementen i dikten inte är särskilt integrerade, vilket tyder på att dikten "inte är en kontinuerlig berättelse… knappt en berättande dikt överhuvudtaget, mer som en pjäs i tre akter med en berättare som ansvarar för allt för att kunna hålla ihop materialet."
Flera kritiker menar även att Poltava är en ursäkt för rysk imperialism. J.P. Pauls (1962) anklagar Pusjkin för att "propagera för den ryska imperialismen" och för att "förvränga" en historisk sanning. Denna uppfattning återspeglas av Svetlana Evdokimova (1999), som kontrasterar det hon ser som den oblyga patriotismen Poltava hade med ett mer rikare, och en mer tvetydig skildring av Peter I och dennes imperium i Bronsryttaren (1833). Pusjkins levnadstecknare Henri Troyat menade att Pusjkin medvetet skrev en dikt med en hållning som förespråkade imperialism för att kunna mildra Nikolaj I, som var misstänksam mot sina politiska lojaliteter efter att ha återkommit från exilen.
Sovjetiska kritiker tenderade att vara mer sympatiska mot dikten. V.M. Zhirmunskii (1924) såg dikten som tidpunkten för Pusjkins avgörande brytning med Byron, med argumentet att Pusjkin använder sig av ett moraliskt och historiskt perspektiv för att skapa psykologiska porträtt och utvärderingar av sina egna karaktärer, medan Byron enbart bygger sina dikter på känslor. S.M. Bondi argumenterar för att Pusjkin på ett framgångsrikt sätt lyckas dra ihop historiska och personliga teman och att dikten är en värdefull meditation om platsen för grundandet av den ryska staten bland de europeiska stormakterna. Men även om Pusjkin faktiskt påstod att han skrev en historiskt korrekt dikt, så påpekar Babinski att "även om alla insisterar på hans historicitet så vred Pusjkin på fakta."
Västerländska kritiker som har varit snällare mot Poltava och har fokuserat på dess karakterisering. John Bayley har sagt att Mazepa "har något som liknar djupet av ett Shakespeareporträtt". David Bethea föreslår även att Poltava är skyldig till hur man shakespeariansk karaktärisering. Den mest sympatiska beskrivningen av dikten har gjorts i ett antal böcker av Virginia Burns (2005), där hon lovordar dikten för dess lyckade karaktärisering, dess täta strukturer och hur den omfamnat filosofiska frågeställningar.

## Sammansättning och publikation
Pusjkins anteckningar tyder på att han började att skriva Poltava den 5 april 1828, och fortsatte resten av den i oktober: den första sången den 3 oktober, den andra sången den 9 oktober, den 3 sången den 16 oktober och dedikationen den 27 oktober. Han skrev färdigt förordet den 31 januari 1829 och dikten publicerades senare samma år.

## Inflytande
Tjajkovskijs opera Mazeppa från 1884 var löst baserad på Poltava.